# Tasman-tenger
A Tasman-tenger a Csendes-óceán melléktengere Ausztrália és Új-Zéland között. Nyugatról Ausztrália és Tasmania, keletről Új-Zéland, északról pedig a Korall-tenger határolja. Nevét a holland felfedezőről, Abel Janszoon Tasmanról kapta, aki az 1640-es években első európai felfedezőként járt Tasmánián és Új-Zélandon. Ezt követően a brit felfedező, James Cook az 1770-es években, majd Alejandro Malaspina 1793-ban hajózott a tengeren.

## Szigetek

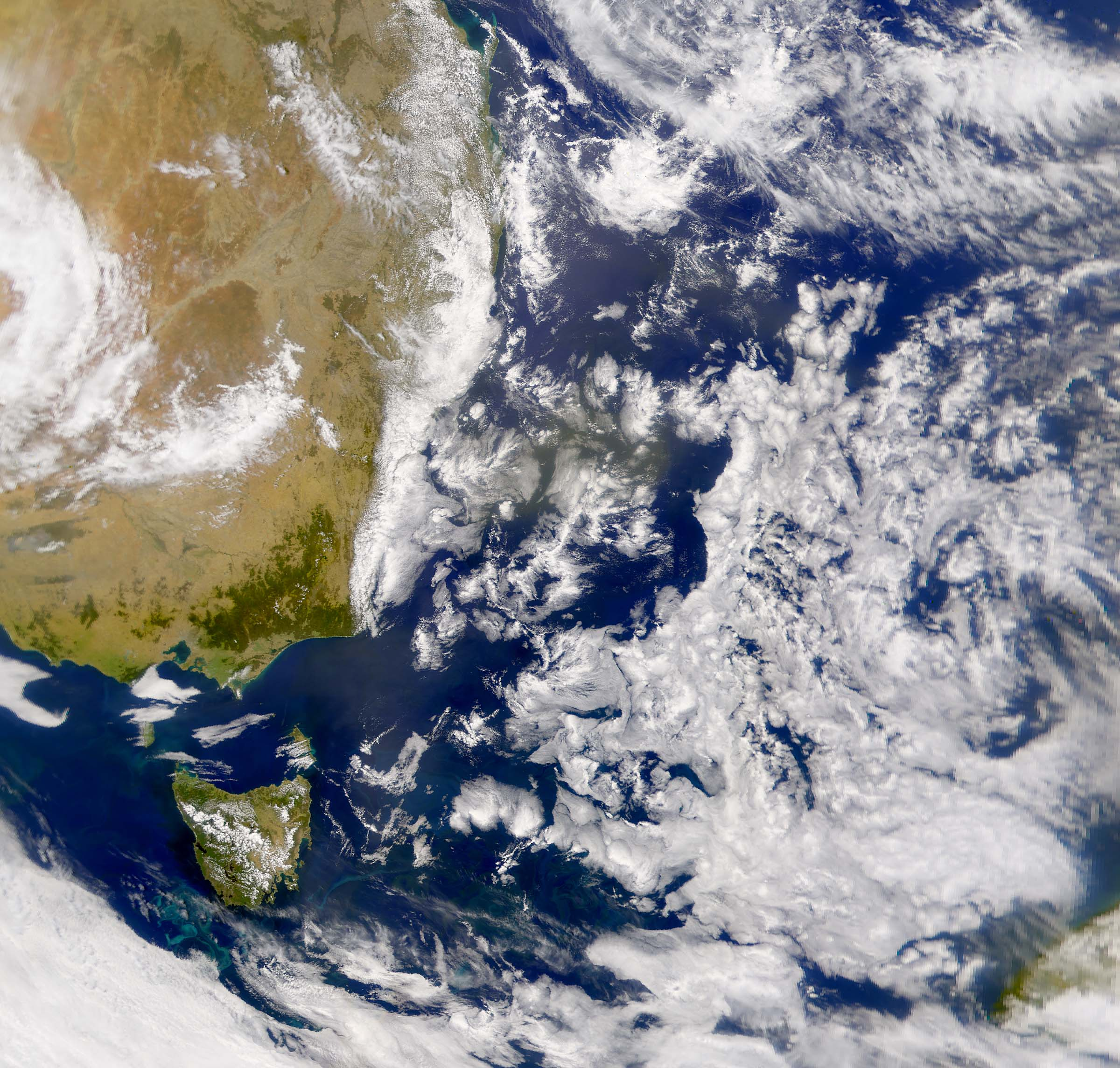
A Tasman-tenger műholdfelvételen

Több sziget és zátony található itt, köztük a Lord Howe-sziget és a Norfolk-sziget, valamint a Middleton és az Elizabeth-zátony.